# 波耶納里布爾基鄉
44°45′N 26°1′E / 44.750°N 26.017°E
波耶納里布爾基鄉（羅馬尼亞語：Comuna Poienarii Burchii, Prahova），是羅馬尼亞的鄉份，位於該國中南部，由普拉霍瓦縣負責管轄，處於布加勒斯特以北40公里，每年平均降雨量971毫米，海拔高度116米，2007年人口5,431。